# Wadi (Karnataka)
Wadi è una suddivisione dell'India, classificata come census town, di 30.038 abitanti, situata nel distretto di Gulbarga, nello stato federato del Karnataka. In base al numero di abitanti la città rientra nella classe III (da 20.000 a 49.999 persone).

## Geografia fisica
La città è situata a 17° 4' 0 N e 76° 58' 60 E e ha un'altitudine di 410 m s.l.m..

## Società

### Evoluzione demografica
Al censimento del 2001 la popolazione di Wadi assommava a 30.038 persone, delle quali 15.462 maschi e 14.576 femmine. I bambini di età inferiore o uguale ai sei anni assommavano a 4.328, dei quali 2.256 maschi e 2.072 femmine. Infine, coloro che erano in grado di saper almeno leggere e scrivere erano 16.267, dei quali 9.734 maschi e 6.533 femmine.